# Sant'Andrea delle Fratte
Sant'Andrea delle Fratte är en församlingskyrka och mindre basilika i Rom, helgad åt aposteln Andreas. Kyrkan är belägen i Rione Colonna och innehas av minimerorden (Ordo Minimorum), grundad av Franciskus av Paola 1435.

## Kyrkans historia
Den nuvarande kyrkan började byggas 1604 och fullbordades 1826. Den tidigare kyrkan på denna plats gick under namnet Sant'Andrea infra hortos, där "infra hortos" betyder "mellan fruktträdgårdarna". Denna trakt av Rom hade vid den tiden en lantlig prägel.
Initialt uppfördes kyrkan efter ritningar av Gaspare Guerra, men det är Francesco Borromini som har satt sin prägel på byggnaden. Han ritade absiden, kupoltamburen och kampanilen. Efter Borrominis död 1667 övertog Mattia de Rossi ansvaret.
Den 20 januari 1842 uppenbarade sig Jungfru Maria för den franske juden Marie-Alphonse Ratisbonne (1814–1884) och han konverterade därefter till Romersk-katolska kyrkan.
Maximilian Kolbe firade sin första mässa i Sant'Andrea delle Fratte den 29 april 1918.

## Konstverk i urval
- Paolo Posi och Pietro Bracci: Gravmonument över kardinal Pierluigi Carafa
- Paris Nogari: Den helige Franciskus av Paola med minimerordens insignier och motto
- Giovanni Lorenzo Bernini: Ängeln med törnekronan (1667–1669)
- Giovanni Lorenzo Bernini: Ängeln med överskriften (1667–1669)
- Giovanni Battista Lenardi: Den helige Andreas korsfästelse
- Lazzaro Baldi: Den helige Andreas död
- Francesco Trevisani: Den helige Andreas nedtagande från korset
- Giovanni Battista Maini: Den heliga Annas död (1750–1752)
- Giacomo Triga: Den helige Franciskus av Paola i extas
- Francesco Cozza: Den Korsfäste och den helige Franciskus av Paola
- Francesco Queirolo: Gravmonument över Livia del Grillo och Maria Teresa Doria di Tursi
- Pietro Bracci: Gravmonument över kardinal Carlo Leopoldo Calcagnini (1746–1748)

## Bildgalleri

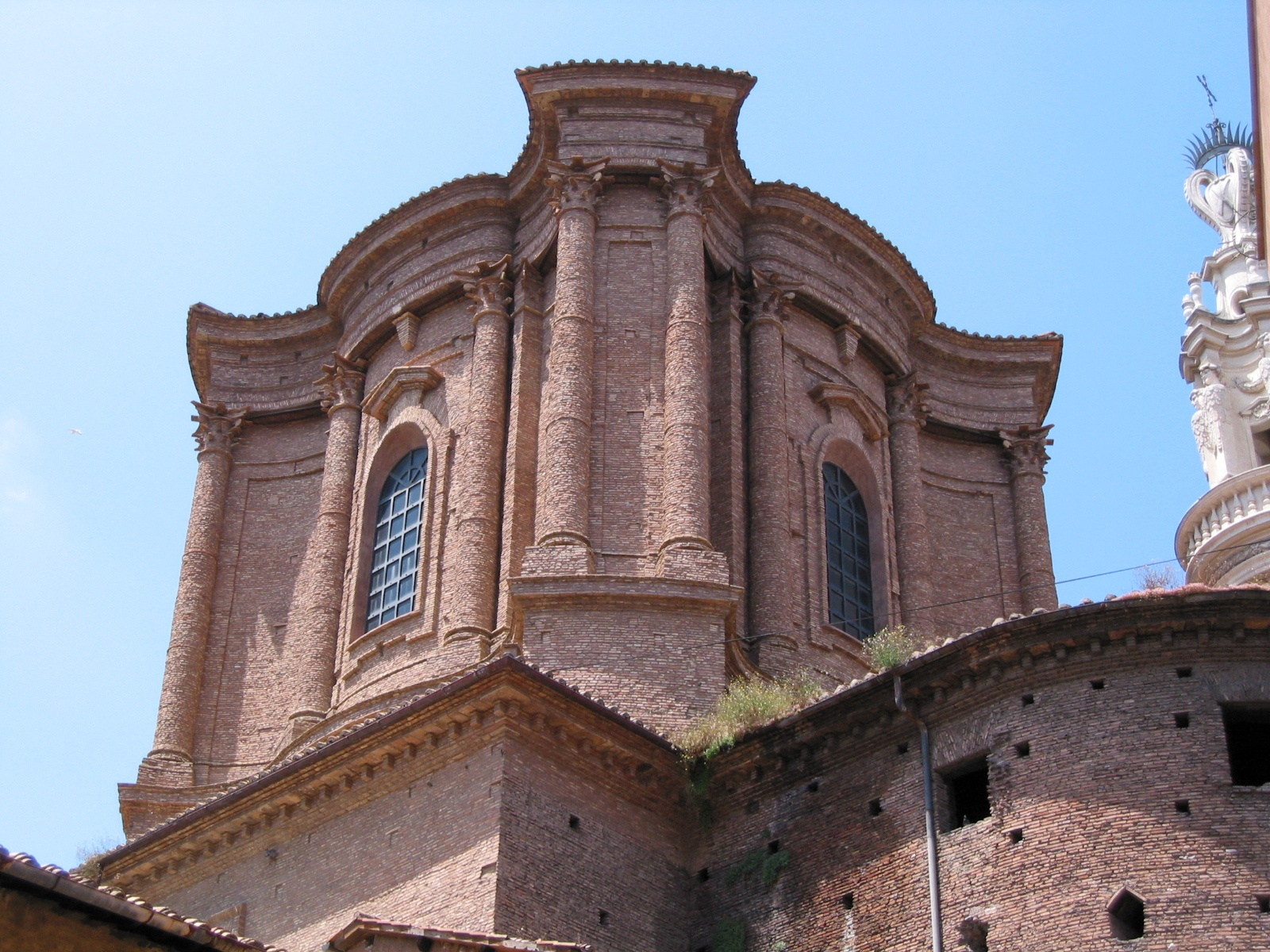
Kupoltamburen.
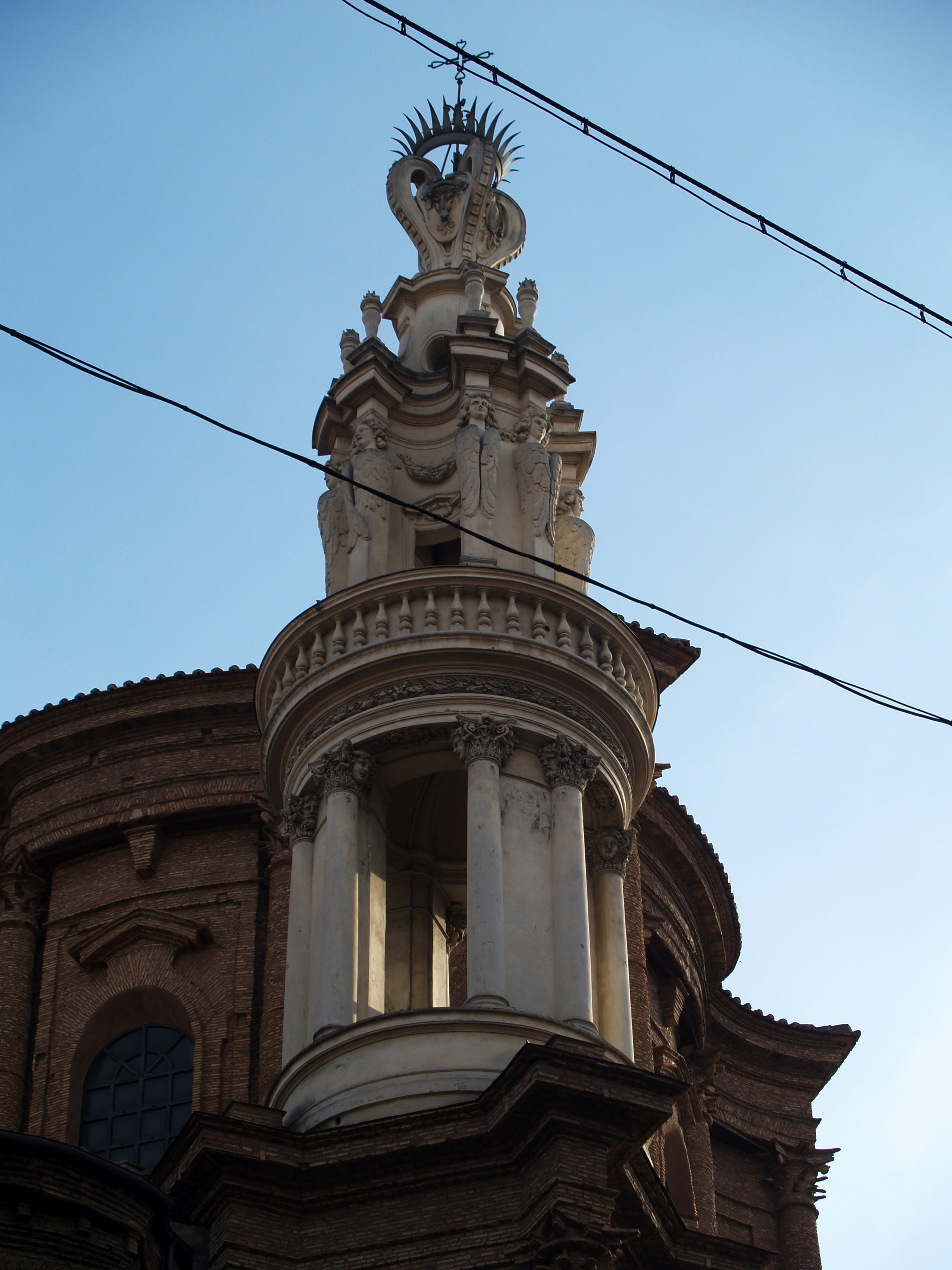
Kampanilen.
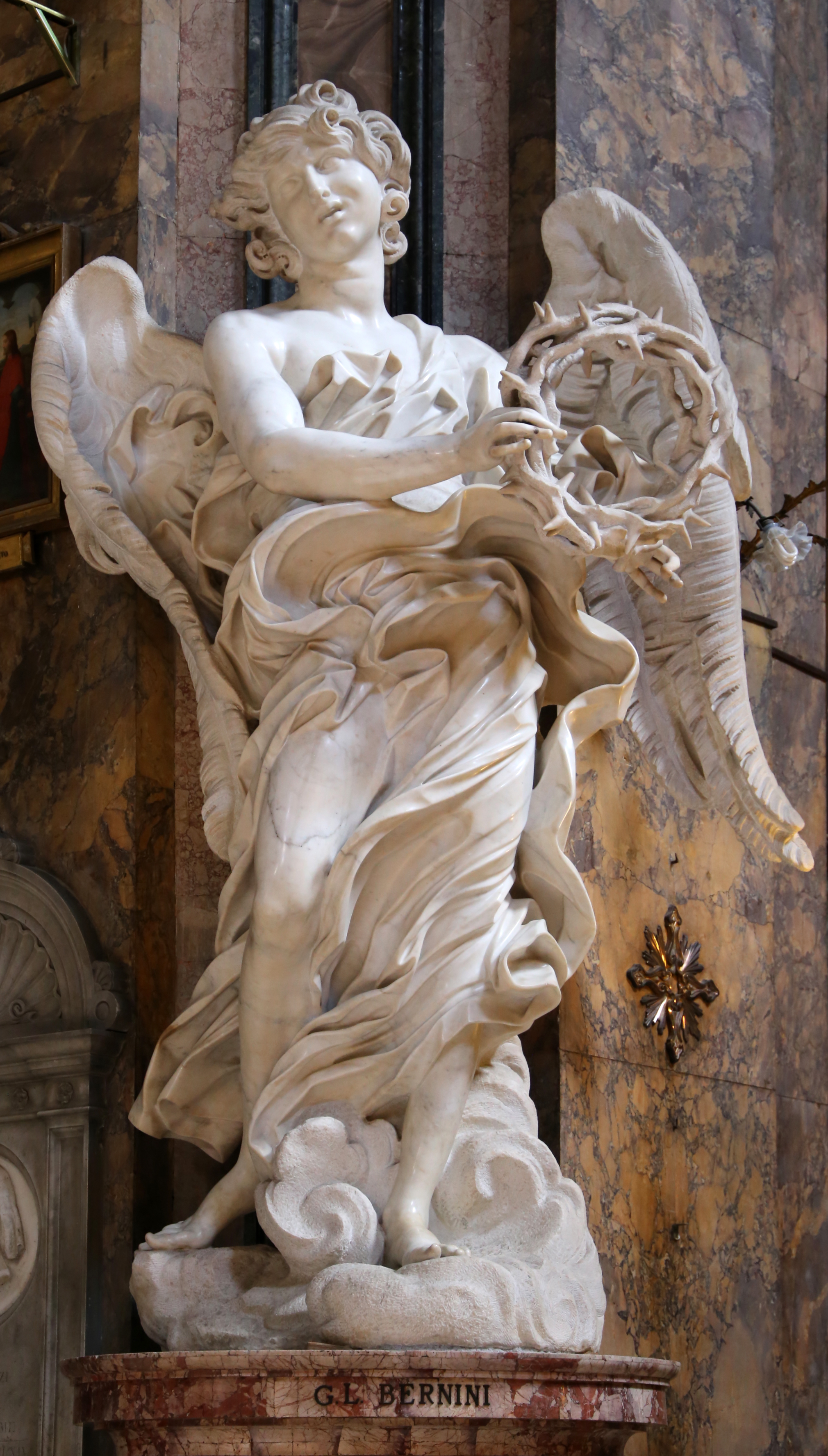
"Ängeln med törnekronan" av Giovanni Lorenzo Bernini.
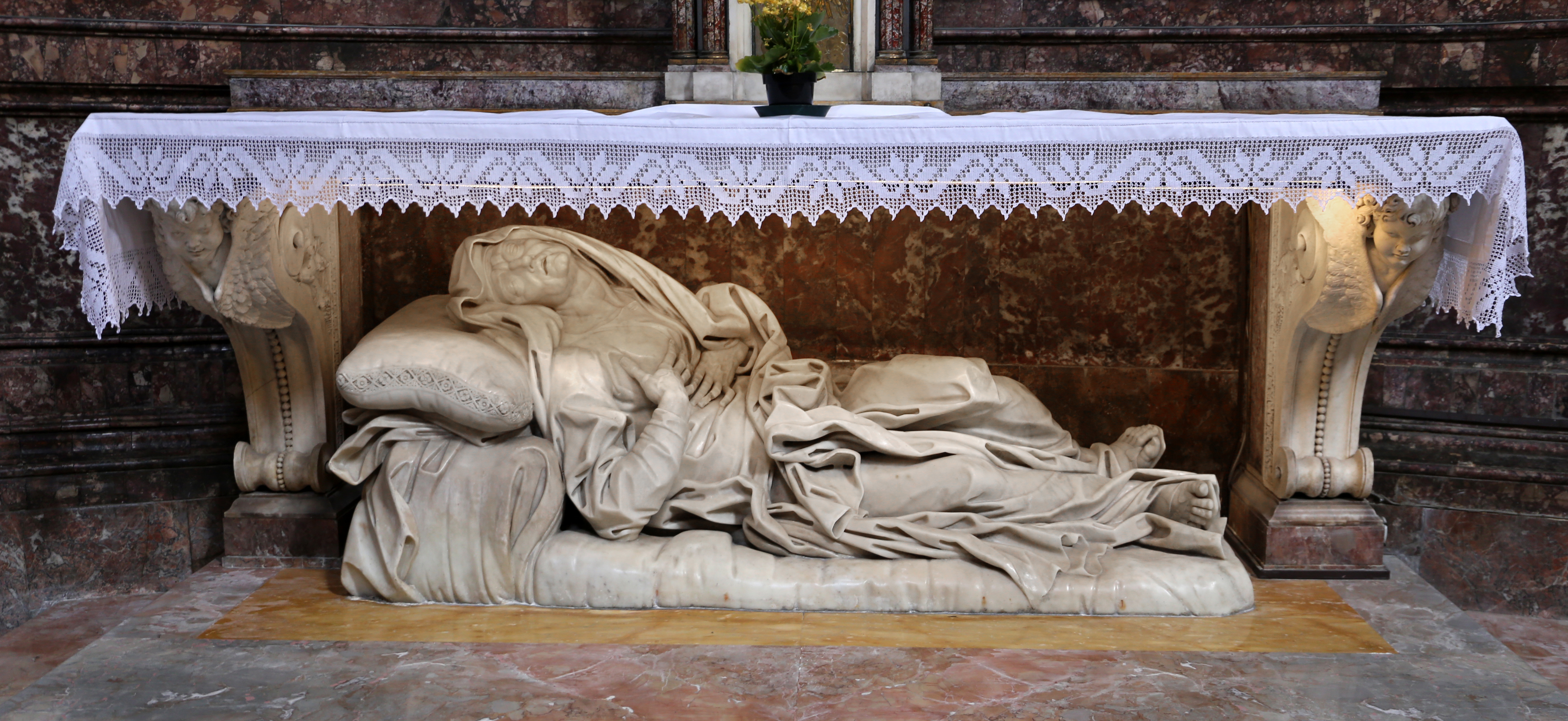
”Den heliga Annas död” av Giovanni Battista Maini.